# Henryk Emilian Fredro
Henryk Emilian Fredro (ur. 12 września 1799, zm. 16 listopada 1867 we Lwowie) – członek Stanów Galicyjskich, uczestnik powstania listopadowego, adiutant generała Umińskiego, literat, karykaturzysta.

## Życiorys
Urodził się 12 września 1799 w rodzinie Jacka i jego żony Marianny z domu Dembińska. Miał pięciu braci: Jana Maksymiliana, Seweryna, Juliana, Aleksandra, Edwarda i trzy siostry: Ludwikę, Konstancję i Cecylię.
Uczestnik powstania listopadowego. Służył w pułku jazdy lubelskiej  a następnie był adiutantem generała Umińskiego. Odznaczony Krzyżem Złotym Virtuti Militari.
W dziale otrzymał Hoczew i Cisnę, które później sprzedał, był członkiem Stanów Galicyjskich. Zachowała się jego relacja z podróży jaką odbył w 1838 na Capri i do Wezuwiusza . W latach 1855–66 był dyrektorem zakładu dla ociemniałych we Lwowie. Słynął z dowcipu, był osobą bardzo lubianą, pisywał ulotne wierszyki okolicznościowe, utwory sceniczne, tworzył udatne karykatury.
W 1842 poślubił Mariannę z hr. Jabłonowskich h. Grzymała; małżeństwo to miało czworo dzieci: Henrykę (1844-1908), Kazimierę(1845), Stefana(1847) i Marię(1852-1917). Mieszkał z rodziną w Dubaniowicach. Zmarł 16 listopada 1867 we Lwowie.